# Échidné de Bruijn
Zaglossus bruijni
Espèce
Statut de conservation UICN

CRA2acd : 
En danger critique
Statut CITES
Répartition géographique
L'Échidné de Bruijn (Zaglossus bruijni), appelé aussi Échidné à long nez ou Échidné à longue trompe, est l'un des quatre échidnés et l'une des trois espèces de Zaglossus vivant encore en Nouvelle-Guinée. Avec les deux autres espèces d'échidnés à long nez et l'échidné à nez court ainsi qu'avec l'ornithorynque, il appartient à l'ordre des monotrèmes, seuls mammifères pondant des œufs, jadis plus diversifiés (Crétacé, Paléocène ; on trouve des fossiles de cette espèce en Australie).

## Description
C'est un assez petit mammifère monotrème d'une quinzaine de kilos pour 90 cm de long, dont le dos est couvert de piquants grossiers, avec un museau long, pointu, tourné vers le bas. Il est édenté. Il a des pattes fortes et courtes avec généralement trois griffes à chaque extrémité (contre quatre pour les autres Zaglossus) qui lui servent à creuser le sol pour trouver sa nourriture ou pour s'enfouir en cas de danger. L'échidné de Bruijn n'est apparenté ni au hérisson, ni au porc-épic, ni au tenrec, malgré leurs ressemblances dues à des convergences évolutives. L'échidné à long nez est connu pour son manteau de piquants et sa possibilité de se rouler en boule pour échapper aux prédateurs. 

## Distribution et habitat
On ne le trouve qu'en Nouvelle-Guinée, dans les provinces indonésiennes de Sorong et de Papouasie occidentale, entre 1 300 et 4 000 m d'altitude dans les prairies alpines et les forêts humides. En février 2006, une expédition de Conservation International a décrit une population de cette espèce dans les monts Foja, dans la partie indonésienne de la Papouasie. L'échidné à long nez est en danger critique d'extinction en raison des activités humaines telles que la chasse, la destruction de son habitat, la culture sur brûlis et l'arrivée de nouveaux parasites et maladies qui ont sensiblement réduit sa population.

## Alimentation
Édenté, il se nourrit surtout de lombrics, de fourmis et de termites à l'aide de  sa longue langue collante.

## Reproduction
C'est un monotrème : en lien avec sa température homéotherme basse (32 °C), les organes génitaux du mâle sont dissimulés à l'intérieur du corps. Chez la femelle, il existe un seul orifice : le cloaque urinaire, fécal et reproducteur.  La femelle pond un œuf par son cloaque, qu'elle introduit aussitôt dans sa poche ventrale couveuse. Le petit casse la coquille avec sa corne et reste dans la poche ventrale jusqu'à l'apparition de ses épines, vers un poids de 400 g.

## Protection
C'est une espèce protégée et la chasse en est interdite sauf pour les populations traditionnelles indigènes qui apprécient sa chair dans un contexte festif et rituel.